# 8e étape du Tour d'Espagne 2018
La 8e étape du Tour d'Espagne 2018 se déroule le 1er septembre 2018, entre Linares et Almadén, sur un parcours de 195,1 kilomètres.

## Résultats

### Classement de l'étape
| \| Classement de l'étape \| Classement de l'étape \| Classement de l'étape \| Classement de l'étape \| Classement de l'étape \| \| Coureur \| Coureur \| Pays \| Équipe \| Temps \| \| --------------------- \| --------------------- \| --------------------- \| -------------------------- \| --------------------- \| \| 1er \| Alejandro Valverde \| Espagne \| Movistar Team \| 4 h 35 min 54 s \| \| 2e \| Peter Sagan \| Slovaquie \| Bora-Hansgrohe \| + 0 s \| \| 3e \| Danny van Poppel \| Pays-Bas \| LottoNL-Jumbo \| + 0 s \| \| 4e \| Ion Izagirre \| Espagne \| Bahrain-Merida \| + 0 s \| \| 5e \| Giacomo Nizzolo \| Italie \| Trek-Segafredo \| + 0 s \| \| 6e \| Jesús Herrada \| Espagne \| Cofidis, Solutions Crédits \| + 0 s \| \| 7e \| Simon Yates \| Royaume-Uni \| Mitchelton-Scott \| + 0 s \| \| 8e \| Bjorg Lambrecht \| Belgique \| Lotto-Soudal \| + 0 s \| \| 9e \| Iván García Cortina \| Espagne \| Bahrain-Merida \| + 0 s \| \| 10e \| Steven Kruijswijk \| Pays-Bas \| LottoNL-Jumbo \| + 0 s \| |                     |             |                            |                 |
| |                     |             |                            |                 |
| Source : ProCyclingStats |                     |             |                            |                 |
| Classement de l'étape |                     |             |                            |                 |
| Coureur | Coureur             | Pays        | Équipe                     | Temps           |
| 1er | Alejandro Valverde  | Espagne     | Movistar Team              | 4 h 35 min 54 s |
| 2e | Peter Sagan         | Slovaquie   | Bora-Hansgrohe             | + 0 s           |
| 3e | Danny van Poppel    | Pays-Bas    | LottoNL-Jumbo              | + 0 s           |
| 4e | Ion Izagirre        | Espagne     | Bahrain-Merida             | + 0 s           |
| 5e | Giacomo Nizzolo     | Italie      | Trek-Segafredo             | + 0 s           |
| 6e | Jesús Herrada       | Espagne     | Cofidis, Solutions Crédits | + 0 s           |
| 7e | Simon Yates         | Royaume-Uni | Mitchelton-Scott           | + 0 s           |
| 8e | Bjorg Lambrecht     | Belgique    | Lotto-Soudal               | + 0 s           |
| 9e | Iván García Cortina | Espagne     | Bahrain-Merida             | + 0 s           |
| 10e | Steven Kruijswijk   | Pays-Bas    | LottoNL-Jumbo              | + 0 s           |

## Classements à l'issue de l'étape

### Classement général
| \| Classement général \| Classement général \| Classement général \| Classement général \| Classement général \| \| Coureur \| Coureur \| Pays \| Équipe \| Temps \| \| ------------------ \| ------------------ \| ------------------ \| ------------------ \| ------------------ \| \| 1er \| Rudy Molard \| France \| Groupama-FDJ \| 31 h 20 min 34 s \| \| 2e \| Alejandro Valverde \| Espagne \| Movistar Team \| + 37 s \| \| 3e \| Emanuel Buchmann \| Allemagne \| Bora-Hansgrohe \| + 48 s \| \| 4e \| Simon Yates \| Royaume-Uni \| Mitchelton-Scott \| + 51 s \| \| 5e \| Tony Gallopin \| France \| AG2R La Mondiale \| + 59 s \| \| 6e \| Michał Kwiatkowski \| Pologne \| Team Sky \| + 1 min 06 s \| \| 7e \| Ion Izagirre \| Espagne \| Bahrain-Merida \| + 1 min 11 s \| \| 8e \| Nairo Quintana \| Colombie \| Movistar Team \| + 1 min 14 s \| \| 9e \| Steven Kruijswijk \| Pays-Bas \| LottoNL-Jumbo \| + 1 min 18 s \| \| 10e \| Enric Mas \| Espagne \| Quick-Step Floors \| + 1 min 23 s \| |                    |             |                   |                  |
| |                    |             |                   |                  |
| Source : ProCyclingStats |                    |             |                   |                  |
| Classement général |                    |             |                   |                  |
| Coureur | Coureur            | Pays        | Équipe            | Temps            |
| 1er | Rudy Molard        | France      | Groupama-FDJ      | 31 h 20 min 34 s |
| 2e | Alejandro Valverde | Espagne     | Movistar Team     | + 37 s           |
| 3e | Emanuel Buchmann   | Allemagne   | Bora-Hansgrohe    | + 48 s           |
| 4e | Simon Yates        | Royaume-Uni | Mitchelton-Scott  | + 51 s           |
| 5e | Tony Gallopin      | France      | AG2R La Mondiale  | + 59 s           |
| 6e | Michał Kwiatkowski | Pologne     | Team Sky          | + 1 min 06 s     |
| 7e | Ion Izagirre       | Espagne     | Bahrain-Merida    | + 1 min 11 s     |
| 8e | Nairo Quintana     | Colombie    | Movistar Team     | + 1 min 14 s     |
| 9e | Steven Kruijswijk  | Pays-Bas    | LottoNL-Jumbo     | + 1 min 18 s     |
| 10e | Enric Mas          | Espagne     | Quick-Step Floors | + 1 min 23 s     |

| Classement par points | Classement par points | Classement par points | Classement par points     | Classement par points |
| Coureur               | Coureur               | Pays                  | Équipe                    | Points                |
| --------------------- | --------------------- | --------------------- | ------------------------- | --------------------- |
| 1er                   | Alejandro Valverde    | Espagne               | Movistar Team             | 76 pts                |
| 2e                    | Peter Sagan           | Slovaquie             | Bora-Hansgrohe            | 63 pts                |
| 3e                    | Michał Kwiatkowski    | Pologne               | Team Sky                  | 50 pts                |
| 4e                    | Danny van Poppel      | Pays-Bas              | LottoNL-Jumbo             | 46 pts                |
| 5e                    | Elia Viviani          | Italie                | Quick-Step Floors         | 41 pts                |
| 6e                    | Giacomo Nizzolo       | Italie                | Trek-Segafredo            | 37 pts                |
| 7e                    | Tony Gallopin         | France                | AG2R La Mondiale          | 35 pts                |
| 8e                    | Ion Izagirre          | Espagne               | Bahrain-Merida            | 31 pts                |
| 9e                    | Simon Clarke          | Australie             | EF Education First-Drapac | 30 pts                |
| 10e                   | Benjamin King         | États-Unis            | Dimension Data            | 29 pts                |

| Classement par points | Classement par points | Classement par points | Classement par points     | Classement par points |
| Coureur               | Coureur               | Pays                  | Équipe                    | Points                |
| --------------------- | --------------------- | --------------------- | ------------------------- | --------------------- |
| 1er                   | Alejandro Valverde    | Espagne               | Movistar Team             | 76 pts                |
| 2e                    | Peter Sagan           | Slovaquie             | Bora-Hansgrohe            | 63 pts                |
| 3e                    | Michał Kwiatkowski    | Pologne               | Team Sky                  | 50 pts                |
| 4e                    | Danny van Poppel      | Pays-Bas              | LottoNL-Jumbo             | 46 pts                |
| 5e                    | Elia Viviani          | Italie                | Quick-Step Floors         | 41 pts                |
| 6e                    | Giacomo Nizzolo       | Italie                | Trek-Segafredo            | 37 pts                |
| 7e                    | Tony Gallopin         | France                | AG2R La Mondiale          | 35 pts                |
| 8e                    | Ion Izagirre          | Espagne               | Bahrain-Merida            | 31 pts                |
| 9e                    | Simon Clarke          | Australie             | EF Education First-Drapac | 30 pts                |
| 10e                   | Benjamin King         | États-Unis            | Dimension Data            | 29 pts                |

| Classement de la montagne | Classement de la montagne | Classement de la montagne | Classement de la montagne  | Classement de la montagne |
| Coureur                   | Coureur                   | Pays                      | Équipe                     | Points                    |
| ------------------------- | ------------------------- | ------------------------- | -------------------------- | ------------------------- |
| 1er                       | Luis Ángel Maté           | Espagne                   | Cofidis, Solutions Crédits | 42 pts                    |
| 2e                        | Pierre Rolland            | France                    | EF Education First-Drapac  | 20 pts                    |
| 3e                        | Benjamin King             | États-Unis                | Dimension Data             | 12 pts                    |
| 4e                        | Ben Gastauer              | Luxembourg                | AG2R La Mondiale           | 7 pts                     |
| 5e                        | Bauke Mollema             | Pays-Bas                  | Trek-Segafredo             | 6 pts                     |
| 6e                        | Nikita Stalnow            | Kazakhstan                | Astana                     | 6 pts                     |
| 7e                        | Thomas De Gendt           | Belgique                  | Lotto-Soudal               | 5 pts                     |
| 8e                        | Héctor Sáez               | Espagne                   | Euskadi-Murias             | 4 pts                     |
| 9e                        | Simon Clarke              | Australie                 | EF Education First-Drapac  | 4 pts                     |
| 10e                       | Nans Peters               | France                    | AG2R La Mondiale           | 4 pts                     |

| Classement de la montagne | Classement de la montagne | Classement de la montagne | Classement de la montagne  | Classement de la montagne |
| Coureur                   | Coureur                   | Pays                      | Équipe                     | Points                    |
| ------------------------- | ------------------------- | ------------------------- | -------------------------- | ------------------------- |
| 1er                       | Luis Ángel Maté           | Espagne                   | Cofidis, Solutions Crédits | 42 pts                    |
| 2e                        | Pierre Rolland            | France                    | EF Education First-Drapac  | 20 pts                    |
| 3e                        | Benjamin King             | États-Unis                | Dimension Data             | 12 pts                    |
| 4e                        | Ben Gastauer              | Luxembourg                | AG2R La Mondiale           | 7 pts                     |
| 5e                        | Bauke Mollema             | Pays-Bas                  | Trek-Segafredo             | 6 pts                     |
| 6e                        | Nikita Stalnow            | Kazakhstan                | Astana                     | 6 pts                     |
| 7e                        | Thomas De Gendt           | Belgique                  | Lotto-Soudal               | 5 pts                     |
| 8e                        | Héctor Sáez               | Espagne                   | Euskadi-Murias             | 4 pts                     |
| 9e                        | Simon Clarke              | Australie                 | EF Education First-Drapac  | 4 pts                     |
| 10e                       | Nans Peters               | France                    | AG2R La Mondiale           | 4 pts                     |

| Classement du combiné | Classement du combiné | Classement du combiné | Classement du combiné     | Classement du combiné |
| Coureur               | Coureur               | Pays                  | Équipe                    | Points                |
| --------------------- | --------------------- | --------------------- | ------------------------- | --------------------- |
| 1er                   | Alejandro Valverde    | Espagne               | Movistar Team             | 16 pts                |
| 2e                    | Michał Kwiatkowski    | Pologne               | Team Sky                  | 29 pts                |
| 3e                    | Benjamin King         | États-Unis            | Dimension Data            | 39 pts                |
| 4e                    | Simon Yates           | Royaume-Uni           | Mitchelton-Scott          | 48 pts                |
| 5e                    | Bauke Mollema         | Pays-Bas              | Trek-Segafredo            | 62 pts                |
| 6e                    | Laurens De Plus       | Belgique              | Quick-Step Floors         | 63 pts                |
| 7e                    | Simon Clarke          | Australie             | EF Education First-Drapac | 65 pts                |
| 8e                    | Pierre Rolland        | France                | EF Education First-Drapac | 82 pts                |
| 9e                    | Ben Gastauer          | Luxembourg            | AG2R La Mondiale          | 84 pts                |
| 10e                   | Jack Haig             | Australie             | Mitchelton-Scott          | 92 pts                |

| Classement du combiné | Classement du combiné | Classement du combiné | Classement du combiné     | Classement du combiné |
| Coureur               | Coureur               | Pays                  | Équipe                    | Points                |
| --------------------- | --------------------- | --------------------- | ------------------------- | --------------------- |
| 1er                   | Alejandro Valverde    | Espagne               | Movistar Team             | 16 pts                |
| 2e                    | Michał Kwiatkowski    | Pologne               | Team Sky                  | 29 pts                |
| 3e                    | Benjamin King         | États-Unis            | Dimension Data            | 39 pts                |
| 4e                    | Simon Yates           | Royaume-Uni           | Mitchelton-Scott          | 48 pts                |
| 5e                    | Bauke Mollema         | Pays-Bas              | Trek-Segafredo            | 62 pts                |
| 6e                    | Laurens De Plus       | Belgique              | Quick-Step Floors         | 63 pts                |
| 7e                    | Simon Clarke          | Australie             | EF Education First-Drapac | 65 pts                |
| 8e                    | Pierre Rolland        | France                | EF Education First-Drapac | 82 pts                |
| 9e                    | Ben Gastauer          | Luxembourg            | AG2R La Mondiale          | 84 pts                |
| 10e                   | Jack Haig             | Australie             | Mitchelton-Scott          | 92 pts                |

| Classement par équipes | Classement par équipes                   | Classement par équipes | Classement par équipes |
| Équipe                 | Équipe                                   | Pays                   | Temps                  |
| ---------------------- | ---------------------------------------- | ---------------------- | ---------------------- |
| 1re                    | Astana                                   | Kazakhstan             | 94 h 01 min 12 s       |
| 2e                     | Lotto NL-Jumbo                           | Pays-Bas               | + 2 min 07 s           |
| 3e                     | Movistar Team                            | Espagne                | + 4 min 09 s           |
| 4e                     | Bora-Hansgrohe                           | Allemagne              | + 5 min 53 s           |
| 5e                     | Bahrain-Merida                           | Bahreïn                | + 7 min 06 s           |
| 6e                     | Dimension Data                           | Afrique du Sud         | + 10 min 06 s          |
| 7e                     | Sky                                      | Royaume-Uni            | + 12 min 18 s          |
| 8e                     | EF Education First-Drapac p/b Cannondale | États-Unis             | + 12 min 37 s          |
| 9e                     | UAE Team Emirates                        | Émirats arabes unis    | + 18 min 05 s          |
| 10e                    | AG2R La Mondiale                         | France                 | + 23 min 02 s          |

| Classement par équipes | Classement par équipes                   | Classement par équipes | Classement par équipes |
| Équipe                 | Équipe                                   | Pays                   | Temps                  |
| ---------------------- | ---------------------------------------- | ---------------------- | ---------------------- |
| 1re                    | Astana                                   | Kazakhstan             | 94 h 01 min 12 s       |
| 2e                     | Lotto NL-Jumbo                           | Pays-Bas               | + 2 min 07 s           |
| 3e                     | Movistar Team                            | Espagne                | + 4 min 09 s           |
| 4e                     | Bora-Hansgrohe                           | Allemagne              | + 5 min 53 s           |
| 5e                     | Bahrain-Merida                           | Bahreïn                | + 7 min 06 s           |
| 6e                     | Dimension Data                           | Afrique du Sud         | + 10 min 06 s          |
| 7e                     | Sky                                      | Royaume-Uni            | + 12 min 18 s          |
| 8e                     | EF Education First-Drapac p/b Cannondale | États-Unis             | + 12 min 37 s          |
| 9e                     | UAE Team Emirates                        | Émirats arabes unis    | + 18 min 05 s          |
| 10e                    | AG2R La Mondiale                         | France                 | + 23 min 02 s          |

## Abandon
- 126 -  Maurits Lammertink (Katusha-Alpecin)